# Apac (district)
Apac is een district in het noorden van Oeganda. Apac telde in 2012 349.000 inwoners. In 2020 werd de bevolking (van het kleinere) district geschat op 226.600 inwoners De grote meerderheid van de bevolking leeft van de landbouw.
Volgende districten werden van Apac afgesplitst: Oyam in 2006, Kole in 2010 en Kwania in 2018. Het district is onderverdeeld in vier divisies (Agulu, Akere, Arocha en Atik) en vier sub-counties (Akokoro, Apac, Chegere en Ibuje). Het district ligt aan de noordelijke oever van het Kwaniameer.

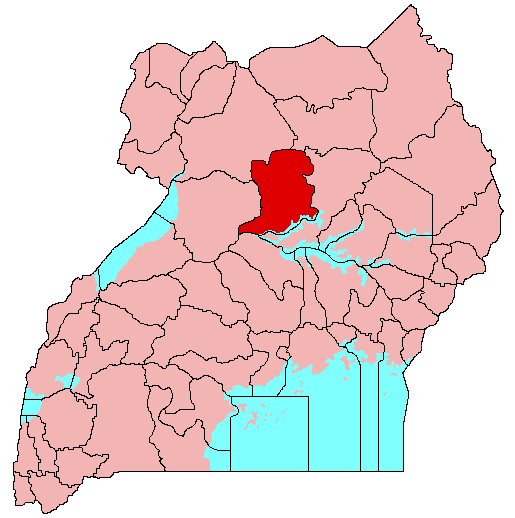
Het district voor het werd opgesplitst